# San Donato Val di Comino
San Donato Val di Comino település Olaszországban, Lazio régióban, Frosinone megyében. Lakosainak száma 1888 fő (2023. január 1.). San Donato Val di Comino Alvito, Gallinaro, Pescasseroli, Settefrati és Opi községekkel határos.

## Népesség
A település lakossága az elmúlt években az alábbi módon változott:
| Lakosok száma | 2076 | 2051 | 1888 |
|               | 2017 | 2018 | 2023 |